# 10A busz (Várpalota)
A várpalotai 10A jelzésű autóbusz az Autóbusz-állomás és a Kenyérgyár megállóhelyek között közlekedett. A vonalat a Volánbusz üzemeltette.

## Története
A járat azért szűnt meg, mert Várpalotán 2021. január 1-jétől a helyközi járatokon nem fogadják el a helyi jegyeket és bérleteket.

## Közlekedése
Mindennap közlekedik, csúcsidőben sűrítve. Egyes járatok gyorsítva, megállóhely kihagyással közlekedtek.

## Útvonala
| Kenyérgyár felé | Autóbusz-állomás felé |
| --- | --- |
| Autóbusz-állomás – Sörház utca – Szent István út – Szabadság tér – Szent Imre utca – Veszprémi út – Péti út – Kenyérgyár | Kenyérgyár – Péti út – Veszprémi út – Szent Imre utca – Szabadság tér – Szent István út – Sörház utca – Autóbusz-állomás |

## Megállóhelyei
Az átszállási kapcsolatok között a Róbert Károly forduló és a Kenyérgyár között közlekedő 10-es busz nincs feltüntetve!
| 0  | Autóbusz-állomás              | 10 | 1, 1Y, 11, 11Y       | Helyközi autóbusz-állomás, Krúdy Gyula Városi Könyvtár, Várpalotai temető                                               |
| 1  | Könyvtár                      | ∫  | 1, 1Y                | Helyközi autóbusz-állomás, Krúdy Gyula Városi Könyvtár, Várpalotai temető                                               |
| 2  | Jókai Mór utca (Skála áruház) | 8  | 1, 1Y, 6             | Városháza, Jó Szerencsét Művelődési Központ, Mentőállomás, Rendőrség, Szent Donát Kórház, Református templom, Megyeháza |
| 5  | Szabadság tér                 | 7  | 2, 4, 5, 11, 11Y, 14 | Thury Vár, Nagyboldogasszony templom, Városháza, Trianon Múzeum, Nepomuki Szent János Római Katolikus Általános Iskola  |
| ∫  | 56-os tér                     | 4  |                      | Thuri György Gimnázium és Alapfokú Művészeti Iskola, Nepomuki Szent János Római Katolikus Általános Iskola              |
| 8  | Vízmű                         | 2  | 4                    | |
| 10 | Kenyérgyár                    | 0  | 4, 11, 11Y           | Képesség- és Tehetségfejlesztő Magán Általános Iskola                                                                   |